# Thecla nubilum
Thecla nubilum är en fjärilsart som beskrevs av Druce 1907. Thecla nubilum ingår i släktet Thecla och familjen juvelvingar. Inga underarter finns listade i Catalogue of Life.